# تشاو لين
تشاو لين (بالصينية: 赵林) هو سياسي صيني، ولد في 1906 في جيآن في الصين، وتوفي في 2003. نشط حزبياً في الحزب الشيوعي الصيني. وقد انتخب عضو مجلس الشعب الصيني ‏ خلال فترته النيابية ‏.